# Ligue adriatique de water-polo
Pour les articles homonymes, voir Ligue adriatique.

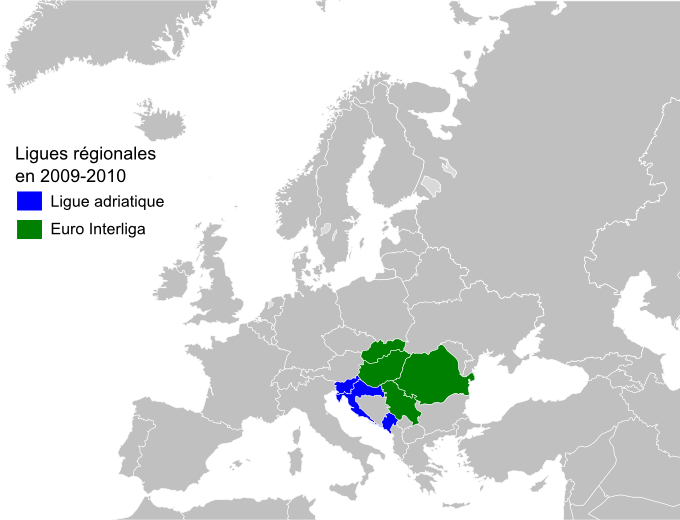
Les ligues régionales en Europe en octobre 2009. En bleu, les pays des clubs de la Ligue adriatique.

La Ligue adriatique de water-polo est une compétition de water-polo masculin créée en 2008 et regroupant les meilleurs clubs des championnats de Croatie, du Monténégro et de Slovénie. En 2011-2012, elle accueille également un club italien.

## Principes
À la fin des années 2000, plusieurs fédérations de water-polo d'Europe centrale et balkaniques ont négocié la création d'une ligue régionale regroupant leurs meilleurs clubs de première division afin d'améliorer la visibilité et la popularité de leur discipline auprès du public. En 2008, le projet aurait réuni la Croatie, la Grèce, la Hongrie, le Monténégro et la Serbie.
Finalement, la première Ligue adriatique de 2008-2009 comprend huit clubs croates, trois clubs monténégrins et un club slovène. Le titre est accordé au terme d'un championnat à matchs aller-retour.
Lors de la saison 2009-2010, la formule est continuée avec un club monténégrin supplémentaire et l'instauration d'une finale à quatre, tandis que deux clubs serbes, six hongrois, un roumain et un slovaque inaugurent une Euro Interliga en octobre 2009.
En 2010-2011, treize clubs participent à la première phase de championnat avant que les huit premiers jouent un quart de finale en deux matches gagnants. La compétition s'achève par une finale à quatre.
Pour 2011-2012, suivant partiellement une demande de la fédération serbe de water-polo pour trois de ses clubs, la direction de la Ligue adriatique accepte en avril 2011 le principe d'un club serbe en 2011, le champion national Vaterpolo klub Partizan, mais aucun club serbe ne participe finalement. Fin juin 2011, la Ligue confirme vouloir également inviter à participer le champion italien Pro Recco. La saison 2011-2012 est jouée par treize clubs (huit croates, trois monténégrins, un slovène et Pro Recco) en trois phases : treize journées régulières pour établir un classement. Les six premiers jouent cinq journées pour déterminer les quatre participants de la finale à quatre, tandis que les sept suivants jouent sept journées pour établir le classement de la septième à la treizième place.

## Championnat de Croatie
La Ligue adriatique sert de phase régulière du championnat de Croatie de première ligue. Les quatre clubs croates arrivés premiers jouent une série éliminatoire pour le titre de champion. Les quatre derniers également avec comme conséquence des matchs de barrages contre le champion de la ligue 1B.

## Palmarès
La première saison est jugée au classement final du championnat. Ensuite est organisée une finale à quatre, mais pas de match pour la troisième place en 2012.
| Année                            | Vainqueur                           | Deuxième                            | Troisième ou demi-finalistes                                |
| -------------------------------- | ----------------------------------- | ----------------------------------- | ----------------------------------------------------------- |
| 2008-2009 (championnat)          | Vaterpolo Klub Jug (Croatie)        | PVK Jadran Herceg Novi (Monténégro) | Vaterpolo klub Primorac (Monténégro)                        |
| 2009-2010                        | PVK Jadran Herceg Novi (Monténégro) | Vaterpolo klub Jug (Croatie)        | HAVK Mladost (Croatie) Vaterpolo klub Primorac (Monténégro) |
| 2010-2011                        | PVK Jadran Herceg Novi (Monténégro) | Vaterpolo klub Jug (Croatie)        | Plivački Klub Primorje (Croatie)                            |
| 2011-2012 (pas de petite finale) | Pro Recco (Italie)                  | Plivački Klub Primorje (Croatie)    | HAVK Mladost (Croatie) Vaterpolo klub Jug (Croatie)         |

## Sources et références
1. ↑  « Nova sezona Jadranske Lige startuje 16. oktobra »(Archive.org • Wikiwix • Archive.is • Google • Que faire ?), vaterpolo-magazin.com, 12 septembre 2010 ; page consultée le 25 septembre 2010.
2. ↑  « Partizan u Jadranskoj ligi, ostali na čekanju »(Archive.org • Wikiwix • Archive.is • Google • Que faire ?), vaterpolo-magazin.com, 4 avril 2011 ; page consultée le 6 avril 2011.
3. ↑  Un différend financier entre deux clubs monténégrins et le VK Partizan à propos de deux transferts de joueurs en 2006 et 2010 serait la cause de non-admission du club serbe à la compétition, d’après « Tim Hartog, « Adriatic League about to start » »(Archive.org • Wikiwix • Archive.is • Google • Que faire ?), waterpolo-world.com, 16 septembre 2011 ; page consultée le 21 septembre 2011.
4. ↑  « Pro Recco u Triglav Jadranskoj ligi », vaterpolo-magazin.com, 29 juin 2011 ; page consultée le 4 juillet 2011.
5. ↑  Vaterpolo Akademija Cattaro renonce à la suite de problèmes financiers, d’après « Tim Hartog, « Adriatic League about to start » »(Archive.org • Wikiwix • Archive.is • Google • Que faire ?), waterpolo-world.com, 16 septembre 2011 ; page consultée le 17 septembre 2011.
6. ↑  [PDF]Calendrier de la Ligue adriatique 2011-2012, publié sur le site crowaterpolo.com le 4 août 2011 ; page et fichier consultés le 8 août 2011.
7. ↑  « Adriatic League - Victoire de Pro Recco », Association des clubs de water-polo français, 18 mars 2012 ; page consultée le 19 mars 2012.